# 福田民部少輔
福田 民部少輔（ふくだ みんぶのしょう、? - 天正14年7月27日（1586年9月10日））は、戦国時代から安土桃山時代の武将。筑後の豪族高橋氏の家臣。民部少輔は官途名であり、通称・諱は不詳。号は閑与。

## 生涯
高橋氏の重臣であった福田氏の一流だと推測される。高橋家中では六宿老の第四座としてかなりの重臣であったが、その生涯は不明点が多く、紹運に従って立花道雪とともに筑後遠征に出陣、久留米合戦で局地戦の小森野の戦いにて伊藤惣右衛門と先鋒となって兵五百を率いて活躍するほか、最期となった岩屋城の戦いでの奮戦が知れるのみである。1586年の岩屋城の戦いでは城の大手口である虚空蔵砦を守備。最前線で奮戦し、攻め寄せる島津忠長指揮する島津軍を徹底的に撃退する。攻防半月を過ぎると疲労困憊、そして負傷者続出により戦力が低下し、虚空蔵砦は突破され、福田民部少輔も討死した。